# Rowlandius guantanamero
Rowlandius guantanamero är en spindeldjursart som beskrevs av Rolando Teruel 2004. Rowlandius guantanamero ingår i släktet Rowlandius och familjen Hubbardiidae. Inga underarter finns listade i Catalogue of Life.